# Geothermieheizkraftwerk Rittershoffen
Das Geothermieheizkraftwerk Rittershoffen im elsässischen Dorf Rittershoffen versorgt seit 2016 eine Stärkefabrik in Beinheim mit Heizenergie aus Erdwärme.

## Planungsphase
Zunächst haben sich zur Verwirklichung des auch vom französischen Staat geförderten Projektes drei Partner zusammengeschlossen:
- Der Stärkehersteller Roquette Frères, Betreiber der Stärkefabrik im 15 km von Rittershoffen entfernten Beinheim,
- das Energieunternehmen Electricité de Strasbourg (oft abgekürzt als ES oder Groupe ES), das zur Électricité de France gehört und
- als Hauptfinanzier die Caisse des Dépôts

die zusammen das Gemeinschaftsunternehmen ÉCOGI (Exploitation de la Chaleur d’Origine Géothermale pour l’Industrie / dt.: Nutzung von Erdwärme für die Industrie) gegründet haben.
Ziel war es 24 Megawatt Wärme-Energie zu gewinnen durch Förderung von sehr heißem Wasser aus ca. 2500 Meter Tiefe. Die Wärme des durch eine Bohrung erschlossenen Wassers sollte durch einen Wärmetauscher abgeschöpft und das heiße Nutzwasser durch eine 15 km lange sehr gut isolierte Fernwärmeleitung von Rittershoffen zur Stärkefabrik in Beinheim befördert werden.
Das gesamte Projekt wurde auf 45 Mio. Euro kalkuliert, davon 17 Mio. Euro für die Fernwärmeleitung von Rittershoffen bis Beinheim.
Die Untersuchungen des Untergrundes begannen im Jahr 2007. Die erste Bohrung wurde am 29. Oktober 2012 offiziell eingeweiht.

## Inbetriebnahme
Am 7. Juni 2016 wurde das Heizkraftwerk in Rittershoffen von der damaligen französischen Umweltministerin Ségolène Royal eingeweiht. Die Anlage produzierte im Jahr 2019 193 GWh von denen 175 GWh genutzt wurden. Die Verfügbarkeit betrug 96 %, 8400 h im Jahr.

## Verfahren zur Gewinnung der geothermischen Energie
In Rittershoffen wird das Verfahren zur Erschließung der hydrothermalen Geothermie angewendet. Im Bereich einer geologischen Bruchzone wird Thermalwasser in einer Tiefe von 2580 bis 3196 Metern mit einer Temperatur von 165 °C bis 177 °C durch eine Bohrung erschlossen. Durch die Rohrtour der Bohrung wird das heiße Wasser zur weiteren Nutzung an die Oberfläche gepumpt. Eine zweite Bohrung (Dublettenbohrung) wird zur Reinjektion von kühlem Wasser in die Gesteinsschicht niedergebracht.

## Öffentliche Förderung und Risikoabsicherung
Das Projekt wurde von der ADÈME (L’Agence de l’Environnement et de la Maîtrise de l’Énergie) mit 25 Mio. Euro unterstützt.
Die Agentur ADÈME übernahm zudem die Absicherung für das geologische Risiko von 4,2 Millionen Euro; die Region Elsass sicherte das geologische Risiko mit zwei Millionen Euro ab und die SAF Environment, eine Filiale der Caisse des Dépôts, stellte hierfür 4,7 Millionen Euro bereit.